# Ovidius Naso
Ovidius Naso est un cheval trotteur français, né en 1936 et mort en 1964. Considéré comme l'un des meilleurs trotteurs des années 1940, sa carrière fut perturbée par des ennuis de santé et par la Seconde Guerre mondiale.

## Naissance et élevage
Le cheval nait en 1936 chez Hervé Céran-Maillard au haras de Fleuriel à Fleuré, près d'Argentan dans l'Orne. L'éleveur qui avait l'habitude de donner des patronymes latins à ses chevaux le baptise, en cette année réservée aux noms en O, du nom et du surnom d'Ovide.

## Carrière de course
Le cheval s'affirme très jeune à la tête de sa génération, notamment sous la selle, remportant le Prix de Vincennes et le Saint-Léger du demi-sang en 1939. Perturbée par des ennuis de santé et par la guerre, sa carrière alterne ensuite la monte et la compétition. En 1942, il remporte le Prix de Paris et termine quatrième du Prix d'Amérique débaptisé Grand Prix d'Hiver. Accidenté l'année de ses 8 ans, il trouve la consécration en 1945 en remportant l'épreuve reine devant Rosa Bonheur et réitère l'année suivante au terme d'une compétition originale en deux batteries suivies d'une finale, formule qui ne sera jamais renouvelée pour cette course. Défié par le champion de Mme Marsang, Pharaon, le 18 février suivant, Hervé Céran-Maillard le présente sportivement sans conviction vis-à-vis de la forme d'Ovidius Naso dans un duel sur 2 700 m ; Pharaon l'emporte, mais son rival étonne tout le milieu hippique une semaine plus tard en remportant devant Pharaon le Prix Éphrem Houel,.

## Carrière au haras
Sa production au haras s'avère décevante, au point qu'il reprend la compétition en Suisse à l'âge de 15 ans où il finit sa vie en tirant la charrette d'un laitier. Il meurt en 1964.

## Palmarès

### Classiques (GroupesI)
- Prix d'Amérique 1945 (nommé « Grand Prix d'Hiver »), 1946
- Prix de Paris 1942
- Prix de Vincennes 1939
- Saint-Léger du demi-sang 1939

### Autres courses importantes
- Prix de Croix 1941
- Prix du Donjon 1941
- Prix de Lyon 1941
- Prix de la Bresse 1941, 1943
- Prix Pierre Plazen 1941
- Prix Marcel Laurent 1941
- Prix Doynel de Saint-Quentin 1942
- Prix Roederer 1942
- Prix Ariste Hémard 1942
- Prix de Bourgogne 1946
- Prix Éphrem Houel 1946

## Origines
| Origines de Ovidius Naso. | Origines de Ovidius Naso. | Origines de Ovidius Naso. | Origines de Ovidius Naso. |
| ------------------------- | ------------------------- | ------------------------- | ------------------------- |
| Père Hellenvilliers       | Boléro                    | Koenigsberg               | Beaumanoir                |
| Père Hellenvilliers       | Boléro                    | Koenigsberg               | Byzance                   |
| Père Hellenvilliers       | Boléro                    | Odette                    | Bémécourt                 |
| Père Hellenvilliers       | Boléro                    | Odette                    | Jouvencelle               |
| Père Hellenvilliers       | Urgence                   | Memnon                    | Trinqueur                 |
| Père Hellenvilliers       | Urgence                   | Memnon                    | Aurore                    |
| Père Hellenvilliers       | Urgence                   | Lysistrata                | Bémécourt                 |
| Père Hellenvilliers       | Urgence                   | Lysistrata                | Tunisie                   |
| Mère Fleuriel             | Uriel V                   | Omar                      | Bémécourt                 |
| Mère Fleuriel             | Uriel V                   | Omar                      | Tunisie                   |
| Mère Fleuriel             | Uriel V                   | Naurita                   | Dakota                    |
| Mère Fleuriel             | Uriel V                   | Naurita                   | Autrain (USA)             |
| Mère Fleuriel             | Roxane V                  | Virois                    | Harley                    |
| Mère Fleuriel             | Roxane V                  | Virois                    | Odessa                    |
| Mère Fleuriel             | Roxane V                  | Fa Mi Sol                 | Narquois                  |
| Mère Fleuriel             | Roxane V                  | Fa Mi Sol                 | Cendrillon                |